# ماريسا بيري
ماريسا بيري (بالإنجليزية: Marissa Perry)‏ هي ممثلة أمريكية، ولدت في 5 مايو 1985.